# 暹罗盾蛭
暹罗盾蛭（学名：Placobdella siamensis）为舌蛭科盾蛭属的动物。分布于泰国以及中国大陆的江苏、湖北、湖南等地，营寄生生活，寄生在龟体上。该物种的模式产地在泰国。
种加名 siamensis 意为“暹罗的”。